# 밀로시 (무인 지상 차량)
밀로시(세르비아어 발음: [mǐloʃ]; 세르비아어: Милош; 영어: Miloš)는 리틀 밀로시(세르비아어: Мали Милош, 로마자: Mali Miloš; 발음: [mâːliː mǐloʃ]; 영어: Little Miloš)라고도 불리며, 2009년 무인 지상 차량 밀리차(Milica)가 개발된 후 군사 기술 연구소(Military Technical Institute)에서 개발한 무인 지상 차량(UGV)이다. UGV 밀로시는 양산 중이며 첫 번째 고객은 세르비아군이다.

## 버전

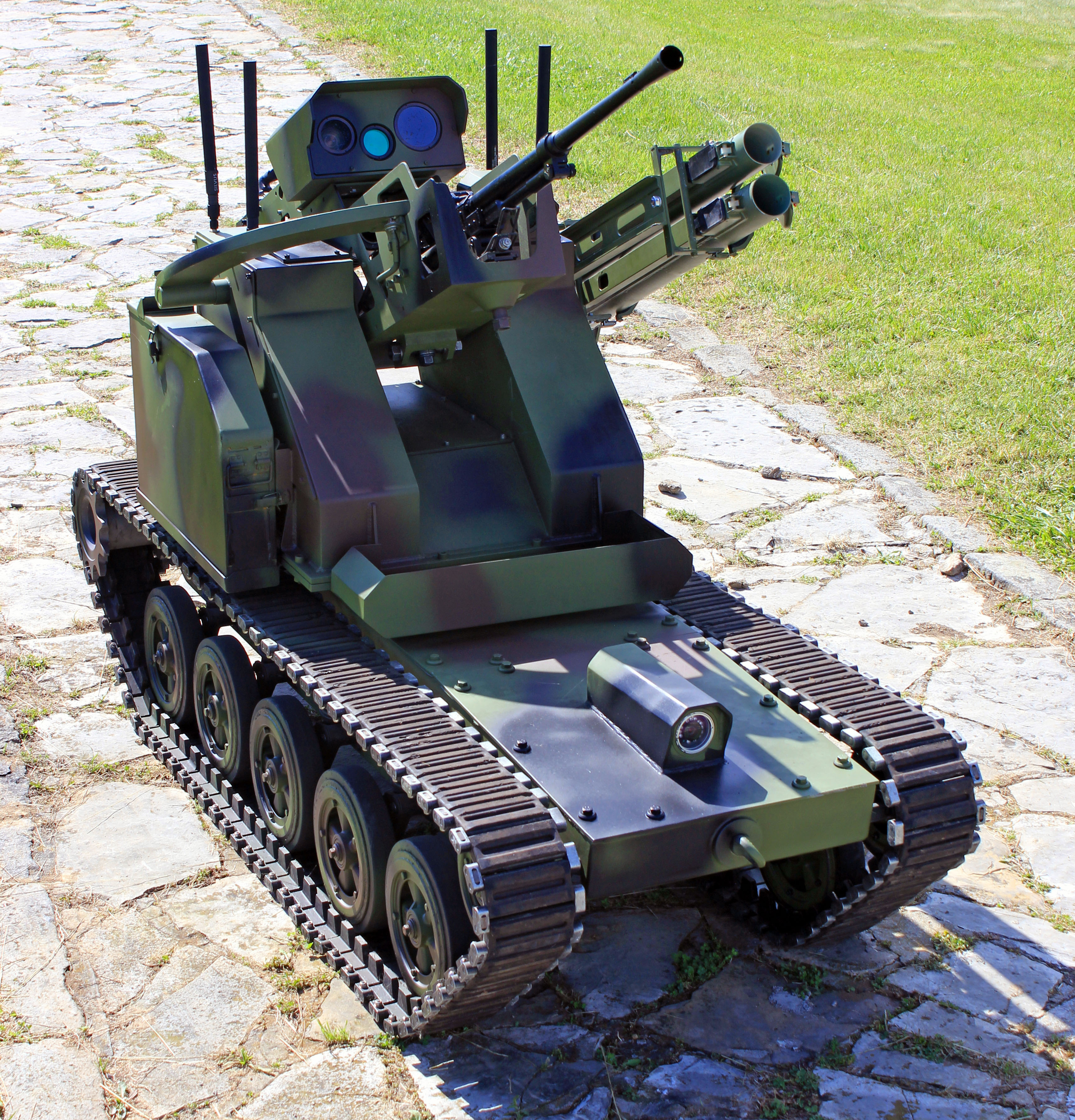
추가 M80 Zolja로 무장한 UGV 밀로시

## 같이 보기
- 치명적 자율 무기
- TALON